# Savannosiphon euryphylla
Savannosiphon euryphylla – gatunek z monotypowego rodzaju roślin Savannosiphon należącego do rodziny kosaćcowatych (Iridaceae). Występuje w południowo-wschodniej Afryce – na terenie państw: Tanzania, Malawi, Mozambik, Zambia i we wschodniej części Demokratycznej Republiki Konga. Rośnie na terenach leśnych, brzegach lasu i na zadrzewionych sawannach, często w sąsiedztwie termitier, także nad strumieniami, zwykle na rzędnych od 1100 do 2000 m n.p.m. Kwiaty otwierają się nocą.

## Morfologia
PokrójBylina z kulistawą bulwocebulą o średnicy ok. 1 cm, osiągająca 15–70 cm wysokości. Pęd kwiatostanowy wzniesiony, ścieśniony i dwustronnie oskrzydlony.
LiścieW liczbie 3–5, z czego dolne 1–3 z długą, fałdowaną blaszką, a górne (łodygowe) skrócone, często ograniczone tylko do pochwy.
KwiatySkupione po 1–6 w kłosokształtne kwiatostany, wsparte przysadkami o długości od 4 do 30 cm długości (wewnętrzna krótsza, zewnętrzna dłuższa). Okwiat barwy białej, promienisty. Listki okwiatu zrośnięte u dołu w rurkę długości od 8 do ponad 12 cm, w której schowane są pręciki. Zalążnia jest dolna, trójkomorowa. Szyjka słupka głęboko podzielona.
OwoceTrójkomorowe torebki.

## Systematyka
Jedyny gatunek w rodzaju Savannosiphon, należącym do plemienia Watsonieae, z podrodziny Crocoideae z rodziny kosaćcowatych (Iridaceae).